# Luro (Aldeia)
Luro (Luru) ist eine osttimoresische Aldeia im Suco Leolima (Verwaltungsamt Hato-Udo, Gemeinde Ainaro). 2015 lebten in der Aldeia 260 Menschen.

## Geographie
Die Aldeia Luro liegt in der Mitte von Leolima und ist Teil des Siedlungszentrums von Hato-Udo. Nördlich befindet sich die Aldeia Groto, südwestlich die Aldeia Dausur und südöstlich die Aldeia Hutseo. Mit Hutseo teilt sich Luro den Lagoa Lebomulua, einen kleinen See, der vom Siedlungszentrum Hato-Udo umrahmt wird. An dem See vorbei führt durch die kleine Aldeia Luro die südliche Küstenstraße Osttimors, die hier etwas landeinwärts verläuft. An der Straße liegt die Siedlung Luro.

## Politik
2023 wurde Paulina de Araujo Nunes zur Chefe de Aldeia gewählt.